# Horton, Kansas
Horton là một thành phố thuộc quận Brown, tiểu bang Kansas, Hoa Kỳ. Năm 2010, dân số của xã này là 1776 người.

## Dân số
Dân số các năm:
- Năm 2000: 1967 người
- Năm 2010: 1776 người